# 古柏氏载重标准

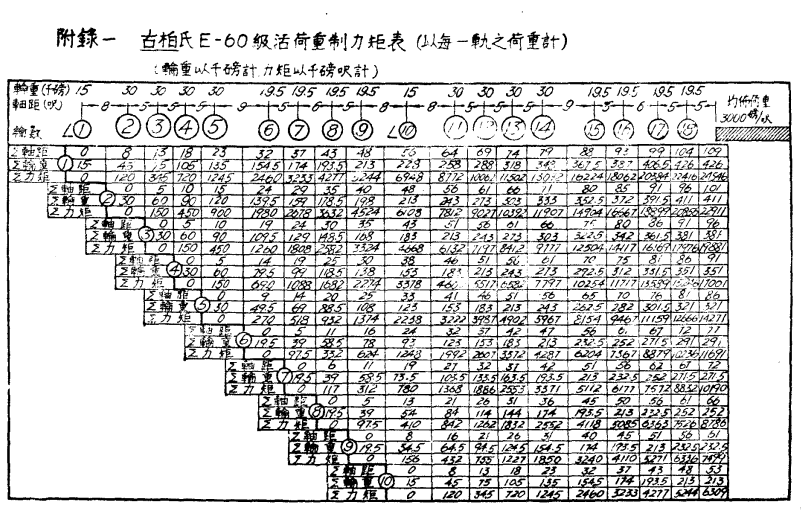
古柏氏载重标准E-60级活荷重制力矩表，载于蔡方荫《普通结构学》（1946年）

古柏氏载重标准（英語：Coopers Loading System），又称古柏载重标准、库珀载重标准、古珀式活载重，是美国铁路工程师西奥多·古柏创制的一系列广泛应用的铁路桥梁荷载标准。

## 沿革
1894年，西奥多·古柏建立了美国境内铁路桥梁的荷载标准和计算方法。他定义的基础荷载标准为E-10，即一对2-8-0型蒸汽机车拉着无数辆列车经过；其中，火车机车头的轴重分别为：驱动轴10,000磅（4,500）、引导车5,000英磅（2,300）和煤水车6,500英磅（2,900），而轨道上列车的轴重按每0.3米（1英尺）1000磅。1880年，铁路桥梁的设计荷载被规定为E-20。1894年，古柏发表了他的新荷载标准，并推荐E-40（即E-10的4倍）为规定标准。1914年，美国的铁路桥梁荷载标准提高到E-60。20世纪90年代中期，美国铁路工程师协会建议混凝土桥梁采用E-72标准（即E-10的7.2倍）、钢桥采用E-80（E-10的8倍）标准。

## 采用
1917年，中华民国交通部成立全国铁路技术委员会，由詹天佑担任会长、沈琪担任副会长，以制定铁路规范标准。沈琪在詹天佑于1919年去世后接任会长，并在1922年公布国有铁路工程规范书，其中规定干线桥梁载重为古柏氏E-50、机车动轨轴重50000磅；支线轨道钢桥载重采用E-35级。1937年5月，铁道部召开铁路局工务、机务处长会议，重新制定线路、桥梁、机车标准，其中桥梁载重标准以中华20级（C-20）取代E-50级；中华16级（C-16）替代古柏氏E-30级。